# Мировая версия W5
W5 professional kickboxing, Мировая версия профессионального кикбоксинга W5 ( W5 по-русски произносится как Дабл-Ю-Файв) – спортивная организация российского происхождения со штаб-квартирами в Братиславе, Словакия, и Москве, Россия, проводящая турниры по правилам профессионального кикбоксинга на территории России и стран Европы.
Промоушен W5 был основан в 2007 году, когда Сергей Чепинога инициировал  первый  турнир в городе Будва, Черногория. С момента основания до настоящего времени под эгидой промоушена W5  прошло более 35 турниров по профессиональному кикбоксингу.
На сегодняшний день турниры по правилам W5 успешно состоялись в Вене (Австрия), Праге (Чехия),Братиславе (Словакия), Ингольштадте (Германия), Будве (Черногория), Минске (Республика Беларусь), Москве, Рязани, Орле, Калязине и многих других городах России.
Пояса чемпиона мира, интерконтинентального чемпиона, а также чемпиона Европы по версии W5 считаются престижнейшими наградами в мире профессионального кикбоксинга.

## История промоушена W5

### Происхождение и первый турнир
5 июля 2007 года на арендованном футбольном стадионе, расположенном прямо на берегу моря в городе Будва, Черногория, прошёл турнир по профессиональному кикбоксингу «Раме уз раме» (в переводе с сербского «Плечом к плечу»). Турнир посетило порядка  5000 зрителей, была организована вертолётная съёмка.
Формат события организаторы определили как «Россия против балканских стран». Спортивное состязание братских народов стало  символом  близости и дружбы всех участвующих в нём стран.
Формально турнир в Будве проведён до официальной юридической регистрации промоушена W5. Однако исторически именно это событие считается первым, проведённым под эгидой  W5. 

### Официальная символика
"Я был в восторге от той энергетики, которую испытал во время организации и проведения турнира. После этого был только один вариант: продолжать двигаться в избранном направлении, где я почувствовал настоящий драйв!" - комментирует зарождение мировой версии W5 её президент Сергей Чепинога.
Стала вестись разработка запоминающейся символики, которая ассоциируется с мужеством, непреклонной волей победителя, стремлением к непрерывной работе над самим собой.
Главный символ W5 раскрывается как сочетание буквы "W", обозначающей World (мир) и цифры
"5", обозначающей число обитаемых континентов, подобно тому, как это принято в олимпийской символике, где есть пять колец, обозначающие пять частей света.
Скэйлмэн и Гонгмэн – символы мужества, вдохновения, уверенности в себе на пути к достижению поставленной цели, стойкости и приверженности избранному пути.
Оформление ринга также символично: квадрат, вписанный в круг.  Круг - символ бесконечности, жизненного пути, гармонии, саморазвития. Квадрат -  символ устойчивости, равенства, справедливости.
Чемпионский пояс W5, изготовленный мастерами вручную по специальному заказу, - награда за высочайшее спортивное мастерство.

### Миссия W5
Популяризация кикбоксинга как вида спортивных единоборств в России и во всем мире. Пропаганда здорового образа жизни среди молодёжи. Мотивация к непрерывному саморазвитию и самосовершенствованию. Активная работа с молодыми российскими спортсменами с целью подготовки и взращивания собственных больших имён из России.

### Девиз W5
Официальный девиз W5 звучит как «Выбери путь чемпиона!» (англ. "Choose the way of a champion!") Это призыв ко всем людям с активной жизненной позицией быть лучшими в том, что они делают. Чемпионом может стать каждый: в спорте, предпринимательстве, в семейной жизни, в культурных инициативах. В основе мировосприятия, пропагандируемого W5,  желание непрерывного самосовершенствования и дух здоровой конкуренции.

### Гимн W5
Гимн W5 раскрывается в простой мысли, что жизнь чемпиона – это битва, в которой настоящий боец не чувствует страха, боли и сомнений, когда идёт к своей цели. Этот путь предназначен только для сильных людей, отважившихся сделать непростой, но единственно верный для себя выбор. Битва на профессиональном ринге – это не только яркое зрелище, но и  метафора реальной жизни, где каждому приходится бороться за свои интересы, где каждый может выбрать путь, достойный чемпиона, и, несмотря ни на что, уверенно двигаться к своей мечте.

### Структура W5
После первого турнира в Будве Сергей Чепинога принимает решение проводить профессиональные спортивные шоу по правилам кикбоксинга, которые бы носили полностью самостоятельный характер. С этой целью создается собственная промоутерская компания, которая в честь первого турнира получает название "Плечом к Плечу".
Сергей Чепинога занимает пост президента Мировой версии W5 и занимается стратегическим планированием развития W5 professional kickboxing.

### Специфика ранних турниров
Первые турниры промоушена W5 проходили по правилам K-1, а также правилам боевой армейской системы "Барс". Впоследствии были разработаны собственные правила W5, по которым в настоящее время проходят все турниры, организуемые под эгидой промоушена. Полный список правил доступен на официальном сайте W5. 

### Серия W5 Fighter
Создав собственную систему правил, в W5 пошли дальше и сделали собственную систему турниров, которая проходит под общим названием "Чемпионат пяти континентов". Главным принципом проведения серии стало создание прозрачной системы селекции бойцов, которая помогала бы выявить действительно сильнейшего спортсмена, который, пройдя через серию боев в течение года, мог бы сразиться за звание чемпиона мира в финальном турнире.
C 2014 года турниры W5 носят название W5 Grand Prix, куда также входит наименование города, в котором организован турнир и девиз, под которым проходит турнир, например: W5 Grand Prix Vienna Winner's Energy.

### Финансовое состояние
Президент W5 Сергей Чепинога в своих публичных выступлениях делает акцент на необходимости коммерциализации профессионального спорта в России и в мире. По его словам, это необходимо, прежде всего, чтобы создавать комфортные условия для самих спортсменов: заключать стабильные контракты, выплачивать высокие официальные гонорары. Одна из целей, которая в настоящий момент стоит перед организацией W5, – продавать как можно больше прямых эфиров на своей собственной онлайн видео-платформе W5kick.tv

### Мировая версия W5 в 2016 году
В 2016 году под эгидой Мировой версии W5 были проведены семь турниров по профессиональному кикбкосингу, четыре из которых оказались выделены в отдельную серию под названием "Европейская лига W5". Пять из семи турниров проведены в Европе.
В России 23 апреля прошел турнир W5 Гран-При КИТЭК, в рамках которого известный российский спортсмен Александр Стецуренко завоевал пояс чемпиона мира по версии W5 в весовой категории до 81 кг, победив нокаутом своего давнего и принципиального соперника из Нидерландов Эррола Конинга. В этот же вечер Стецуренко подарил свой чемпионский пояс мальчику-инвалиду, который подошёл к нему за автографом и сказал, что тоже хочет быть чемпионом.
Крупнейшим событием года, организованным промоушеном W5, стал турнир W5 "Legends in Prague", который был проведен 8 октября 2016 года на площадке O2 Arena в Праге, Чешская Республика. В ходе турнира было разыграно три чемпионских пояса по версии W5. Российский кикбоксер Владислав Туйнов стал чемпионом Европы в категории до 71 кг, победив турецкого бойца Эркана Варола. Алим "Профессор" Набиев стал чемпионом Европы в категории до 77 кг, одержав верх над представителем Словакии Владимиром Моравчиком. Бразильский атлет Космо Алешандре вернулся в когорту действующих чемпионов W5, победив Даррила Сихтмана и Матоуша Когута в турнире-четверке за титул чемпиона мира в весовой категории до 75 кг.

## Спортивные правила W5[11]

### Раунды
Поединок длится три раунда по три минуты. Если  в течение основного времени боя судьям не удаётся выявить победителя, назначается экстра-раунд. На титульных боях за пояс чемпиона мира, интерконтинентального чемпиона, чемпиона Европы количество раундов равняется пяти. Перерыв между раундами - одна минута.

### Система оценок
Используется десятибалльная  система подсчёта. Оценки производятся тремя судьями. Победитель раунда получает 10 баллов, проигравший 9 баллов или меньше.

### Правила ведения боя
- Скрутки и броски запрещены
- Клинч дольше одной секунды запрещен
- Разрешен «бэкфист» - удар рукой с разворотом
- Разрешён захват ноги и нанесение одного удара во время этого захвата
- Разрешен один удар коленом в захвате.  В поединке разрешены удары коленями
- Действует правило трёх нокдаунов

### Весовые категории
Мужчины-участники турниров W5 выступают в весовых категориях:
Super heavyweight : above 235 lb (above 106.8 kg)
Heavyweight : 215.1 - 235 lb (97.8 - 106.8 kg)
Light heavyweight : 195.1 - 215 lb (88.7 - 97.7 kg)
Super cruiserweight : 186.1 - 195 lb (84.6 - 88.6 kg)
Cruiserweight : 179.1 - 186 lb (81.5 - 84.5 kg)
Light cruiserweight : 172.1 - 179 lb (78.3 - 81.4 kg)
Super middleweight : 165.1 - 172 lb (75.1 - 78.2 kg)
Middleweight : 159.1 - 165 lb (72.4 – 75 kg)
Light middleweight : 153.1 - 159 lb (69.6 - 72.3 kg)
Super welterweight : 147.1 - 153 lb (66.9 - 69.5 kg)
Welterweight : 142.1 - 147 lb (64.59 - 66.8 kg)
Light welterweight : 137.1 - 142 lb (62.31 - 64.54 kg)
Super lightweight : 132.1 - 137 lb (60.04 - 62.27 kg)
Lightweight : 127.1 - 132 lb (57.77 – 60 kg)
Девушки выступают в категориях до 54 и до 56 кг.

### Ринг
Визуально конструкция ринга также несёт в себе специфическую символическую нагрузку: квадрат 5Х5, вписанный в круг, где круг обозначает бесконечность, путь постоянного саморазвития, а квадрат - символизирует равенство , справедливость. Такая символика призвана стать запоминающейся для самих бойцов и зрителей турниров, которые могли бы ассоциировать себя с ценностями W5.

### Экипировка
На соревнованиях бойцы боксируют в специально разработанных совместно с компанией Green Hill перчатках в восемь унций, которые фиксируются на руке спортсмена с помощью шнуровки, что позволяет добиваться бойцам более плотной посадки перчатки на руке. Во время поединка бойцы обязательно должны использовать защиту в виде капы и защитной раковины для паха.

## Действующие чемпионы
- Джорджо Петросян, чемпион мира, 71 кг
- Космо Алешандре, чемпион мира, до 75 кг
- Энрико Гогохия[12], интерконтинентальный чемпион, 71 кг
- Даррил Сихтман [13], чемпион Европы, 75 кг
- Юлия Березикова, чемпион мира, 56 кг
- Джабар Аскеров, чемпион Европы, 71 кг
- Сергей Харитонов, чемпион Мира, свыше 90 кг
- Агрон Претени, чемпион Европы, до 85 кг
- Владислав Туйнов, чемпион Европы в категории до 71 кг.
- Массаро Глюндер, чемпион Европы, свыше 72,5 кг
- Алим Набиев, чемпион Европы, до 75 кг

## Известные бойцы, принимавшие участие в турнирах W5
- Анастасия Янькова
- Крис Нгимби
- Шемси Бекири
- Владислав Туйнов
- Фоад "Питбуль" Садехи
- Саша Йованович
- Алим "Профессор" Набиев
- Ондрей Хутник
- Андрей Стойка
- Каталин Морошану
- Фредди Кемайо
- Джабар Аскеров
- Сергей Харитонов

### Бойцы на контракте
- Владислав "Орловский Бриллиант" Туйнов[14][15][16]

## В культуре

### Художественный фильм
Промоушен W5 снял собственный короткометражный художественный фильм "Выбери путь чемпиона!", основная задача которого сплотить всех единомышленников, людей, которые сделали осознанный выбор посвятить себя
своему делу и стать в нём лучшим. Сюжет фильма - путешествие по временам и эпохам с выделением основных вех истории развития человечества. Идея в том, чтобы проиллюстрировать для зрителей и раскрыть смысл лозунга организации W5 - "Выбери путь чемпиона! - который актуален во все времена.
Видео-продукция под брендом W5 изготавливается партнёрским продюсерским центром 3ducks (Three ducks), который находится в Братиславе, Словакия.

### Собственная онлайн видео-платформа
W5 предоставляет возможность смотреть свои турниры в прямой трансляции и записи по системе pay-per-view в любой точке планеты, где есть интернет, не только со стационарных компьютеров, но и с мобильных устройств. Для трансляций используется собственная онлайн видео платформа W5kick.tv .

### W5 sportswear
У W5 существует собственная линия одежды, предназначенная для занятий спортом и активного образа жизни, выпускаемая торговым домом "Дабл-Ю-Файв". В настоящее время работает интернет сайт по продаже одежды. Открыт шоу-рум в Москве. 
W5 sportswear - специализированная экипировка для занятий спортом и активного отдыха, созданная под эгидой мировой версии профессионального кикбоксинга W5 "с учетом  рекомендаций профессионалов".  
Как заявляют на своём сайте представители торгового дома W5, "одежда обладает прочностью и максимальной эластичностью, имея возможность растягиваться более чем в 2 раза от изначального размера". Также производителем заявляются следующие потребительские характеристики материалов одежды: "материал достаточно тонок (действует как вторая кожа), эффективно выводит избыточную влагу, поддерживает температурный режим, не позволяя мышцам перегреваться или остывать, что обеспечивает дополнительный комфорт и уменьшает риск травм во время тренировки".
"Высокотехнологичная мембранная ткань «Coolpass», применяемая при изготовлении одежды W5 sportswear, используется при производстве экипировки для космонавтов.  Спортивная экипировка W5 проходит обработку серебром, что защищает ткань от развития бактерий и неприятного запаха".

### Мобильное приложение
Мобильное приложение W5 professional kickboxing появилось в 2015 году и доступно пользователям App Store и Googleplay.

## Зал славы. Чемпионы Мировой версии W5

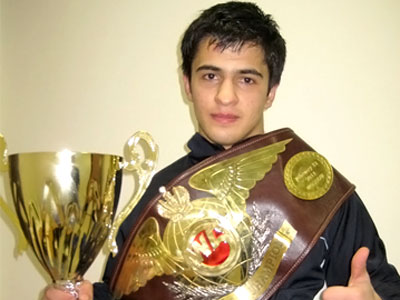
Роман Маилов Чемпион мира по кикбоксингу среди профессионалов по версии W5 2011 г

- Артем Пашпорин (2015 г. Нижний Новгород)
- Александр Стецуренко
- Майк Замбидис
- Владимир Моравчик
- Роман Маилов
- Алим Набиев
- Дмитрий Викторович Шакута, непобежденный чемпион мира в весе до 81 кг, завершил карьеру
- Юрий Жуковский
- Дэррил Ситчман
- Бату Сергеевич Хасиков (завершил карьеру в марте 2014 года)[22]
- Джеми Де Врис
- Сергей Валерьевич Харитонов
- Sergio Wielzen
- Рудольф Дурица
- Cosmo Alexandre
- Березикова, Юлия Александровна
- Дмитрий Графов
- Дмитрий Варец
- Журавлёв, Павел (кикбоксер)
- Алексей Папин
- Стецуренко, Александр Юрьевич
- Константин Серебренников[23][24]
- Максим Шальнев

## Турниры 2008 - 2017

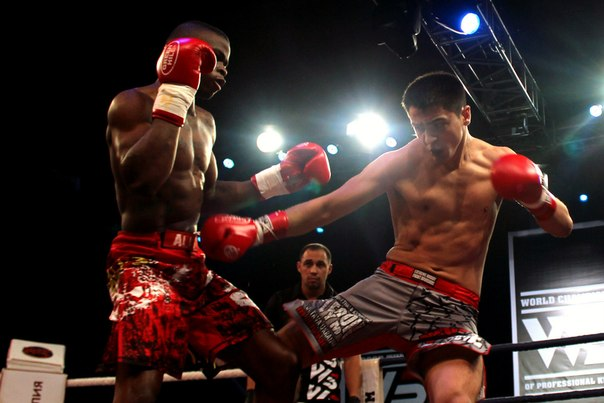
Крис Бай против Романа Маилова на W5 Grand Prix Moscow XXIII

### Запланированные события 2017
| Событие                              | Дата            | Арена                  | Место проведения      |
| ------------------------------------ | --------------- | ---------------------- | --------------------- |
| W5 Grand Prix Austria "The Greatest" | 4 ноября 2017   | Marxe Hall             | Вена, Австрия         |
| W5 Grand Prix The Netherlands        | To Be Announced | Topsportcentrum Almere | Альмере, Нидерланды   |
| W5 Fortune Favors the Brave          | To Be Announced | Rebuy Stars Casino     | Загреб, Хорватия      |
| W5 Fortune Favors the Brave          | To Be Announced | Rebuy Stars Casino     | Кошица, Словакия      |
| W5 The Battle in the Alps            | 2 сентября      | To Be Announced        | Нова Горица, Словения |

### Прошедшие события
| №     | Событие                                                                     | Дата              | Арена                           | Город                     | Подробности |
| ----- | --------------------------------------------------------------------------- | ----------------- | ------------------------------- | ------------------------- | --- |
| 40    | W5 «The Undefeated-Night of Gladiators II»: Massaro Glunder Vs. Vlad Tuinov | 8 апреля, 2017    | Дворец Спорта                   | Дубровник, Хорватия       | Vladislav «Diamond» Tuinov def. Massaro «The Project» Glunder by UD. Vlad retained his European belt, in 71 kg and added the vacant W5 Intercontinental belt, in 72.5 kg. |
| 39    | W5 Grand Prix «KITEK» 2017: Artem Pashporin Vs. Giorgio Petrosyan           | 18 февраля, 2017  | ДС Динамо в Крылатском          | Москва, Россия            | Giorgio «Doctor» Petrosyan def. Artem «The Spur» Pashporin in the main event of the night and seized W5 World championship belt in up to 71 kg division                   |
| 38    | W5 Moscow «Choose the way of a champion» XXXVIII                            | 21 октября 2016   | УСК «Крылья Советов»            | Москва, Россия            | Главный поединок вечера: Станислав Казанцев Vs. Уоррен Стевелманс |
| 37    | W5 Grand Prix «Legends in Prague» XXXVII                                    | 8 октября 2016    | O2 Arena                        | Прага, Чешская Республика | |
| 36    | W5 European league «Fortune favours the brave» XXXVI                        | 10 сентября 2016  | Rebuy Stars hall                | Зволен, Словакия          | |
| 35    | W5 European league «Fortune favours the brave» XXXV                         | 18 июня 2016      | Rebuy Stars hall                | Прьевидза, Словакия       | |
| 34    | W5 European league «Fortune favours the brave» XXXIV                        | 4 июня 2016       | Rebuy Stars hall                | Загреб, Хорватия          | Агрон Претени завоёвывает звание чемпиона Европы по версии W5 в весе до 85 кг в поединке против Богдана Настасе, Венгрия                                                  |
| 33    | It’s W5 time Vienna «Never give up» XXXIII                                  | 21 мая 2016       | Hallmann Dome                   | Вена, Австрия             | Массаро Глюндер защищает титул чемпиона Европы по версии W5 в категории до 72,5 кг в поединке-реванше против австрийца Фоада Садехи                                       |
| 32    | W5 Grand Prix KITEK XXXII                                                   | 23 апреля 2016    | Крылья Советов                  | Москва, Россия            | Александр Стецуренко завоёвывает титул чемпиона мира по версии W5 в весовой категории до 81 кг, нокаутировав Эррола Конинга в третьем раунде                              |
| 31    | W5 Grand Prix Vienna Winners' Energy XXXI                                   | 5 декабря 2015    | Admiral Dome                    | Вена, Австрия             | Артём Пашпорин становится чемпионом мира по версии W5 в весе до 71 кг, побеждая Космо Алешандре и Криса Нгимби                                                            |
| 30    | W5 Grand Prix Moscow Be the best XXX                                        | 30 августа 2015   | УСК «Дружба», Лужники           | Москва, Россия            | |
| 29    | W5 Grand Prix KITEK XXIX                                                    | 24 апреля 2015    | Академия бокса, Лужники         | Москва, Россия            | |
| 27—28 | W5 Crossroad of times XXXVII — XXVIII                                       | 29—30 ноября 2014 | Incheba Expo Arena              | Братислава, Словакия      | Космо Алешандре становится чемпионом мира по версии W5 в весе до 71 кг, победив Джабара Аскерова.                                                                         |
| 26    | W5 Grand Prix Rematch XXVI                                                  | 11 октября 2014   | стадион «Динамо», Крылатское    | Москва, Россия            | |
| 25    | W5 Grand Prix Open Air XXV                                                  | 21 июня 2014      |                                 | Словакия                  | |
| 24    | W5 Гран-при Орёл XXIV                                                       | 1 марта 2014      | Green center                    | Орёл, Россия              | |
| 23    | W5 Grand Prix Moscow XXIII                                                  | 22 декабря 2013   |                                 | Москва, Россия            | |
| 22    | W5 Grand Prix Orel XXII                                                     | 16 ноября 2013    |                                 | Орёл, Россия              | |
| 21    | W5 Grand Prix Orel XXI                                                      | 24 апреля 2013    | Green центр                     | Орёл, Россия              | |
| 20    | W5 Fighter Bratislava XX                                                    | 16 марта 2013     | Incheba Expo Arena              | Братислава, Словакия      | |
| 19    | W5 Fighter Moscow XIX                                                       | 01 марта 2013     | Milk Arena                      | Москва, Россия            | |
| 18    | W5 Fighter Moscow XVIII                                                     | 23 декабря 2012   | Milk Arena                      | Москва, Россия            | |
| 17    | W5 Fighter Moscow XVII                                                      | 29 ноября 2012    | Milk Arena                      | Москва, Россия            | |
| 16    | W5 Fighter Moscow XVI                                                       | 8 ноября 2012     | Milk Arena                      | Москва, Россия            | |
| 15    | W5 Fighter Moscow XV                                                        | 11 октября 2012   | Milk Arena                      | Москва, Россия            | |
| 14    | W5 Fighter Moscow XIV                                                       | 20 сентября 2012  | Milk Arena                      | Москва, Россия            | |
| 13    | W5 Fighter Moscow XIII                                                      | 24 августа 2012   | Milk Arena                      | Москва, Россия            | |
| 12    | W5 Fighter Moscow XII                                                       | 19 апреля 2012    | Milk Arena                      | Москва, Россия            | |
| 11    | W5 Fighter Moscow XI                                                        | 30 марта 2012     | Milk Arena                      | Москва, Россия            | |
| 10    | W5 Fighter Moscow X                                                         | 24 февраля 2012   | Milk Arena                      | Москва, Россия            | |
| 9     | W5 Grand Prix К. О. IX                                                      | 2011              |                                 | Москва, Россия            | |
| 8     | Лига W5 VIII                                                                | 2011              |                                 | Волгоград, Россия         | |
| 7     | Лига W5 VII                                                                 | 2011              |                                 | Ростов, Россия            | |
| 6     | Лига W5 VI                                                                  | 2011              |                                 | Москва, Россия            | |
| 5     | W5 Grand Prix Ингольштадт V                                                 | 7 ноября 2009     |                                 | Ингольштадт, Германия     | |
| 4     | Чемпионат пяти Континентов: Гран-При Рязань IV                              | 2009              |                                 | Рязань, Россия            | |
| 3     | Чемпионат пяти Континентов: Гран-При Рязань III                             | 2008              |                                 | Рязань, Россия            | |
| 2     | Битва на Волге-2008 II                                                      | 2008              |                                 | Калязин, Россия           | |
| 1     | W5 Grand Prix Best vs Best I                                                | 2008              |                                 | Москва, Россия            | |
|       | W5 Grand Prix «Shoulder to shoulder» («Rame uz Rame»)                       | 2007              | Арендованный футбольный стадион | Будва, Черногория         | Первый турнир, с которого началась история «Дабл-Ю-Файв». Прошёл до официальной регистрации бренда промоушена.                                                            |

## Информационные ресурсы W5
- Официальный сайт W5 professional kickboxing на русском языке'
- Официальная группа W5 Вконтакте
- Официальная группа W5 в Facebook
- Официальная страница W5 в Facebook
- Канал W5 professional kickboxing на Youtube
- Твиттер W5